# Богданов Олександр Сергійович
Олександр Сергійович Богданов (рос. Александр Сергеевич Богданов; 25 березня 1988, м. Новокузнецьк, СРСР) — російський хокеїст, захисник. Виступає за «Аріада-Акпарс» (Волжськ) у Вищій хокейній лізі. 
Вихованець хокейної школи «Металург» (Новокузнецьк). Виступав за: «Єрмак» (Ангарськ), «Металург» (Новокузнецьк), «Кузнецькі Ведмеді», «Мечел» (Челябінськ), «Аріада-Акпарс» (Волжськ), «Сокіл» (Новочебоксарськ).